# Benannte Stelle
Benannte Stellen, auch Notifizierte Stellen (englisch Notified Bodies), der Europäischen Union sind staatlich benannte und staatlich überwachte Organisationen, z. B. Inspektionsstellen, die im Auftrag der Hersteller tätig werden, um die Konformitätsbewertung von Herstellern von Industrieerzeugnissen unterschiedlicher Art zu begleiten und zu kontrollieren. Sie üben damit „mittelbare Staatsverwaltung“ aus.
Hintergrund ist, dass in vielen Bereichen Produkte in den Staaten der EU nur vertrieben werden dürfen, wenn sie bestimmten (Sicherheits-)Anforderungen genügen. In einfachen Fällen bescheinigt der Hersteller sich selbst, dass sein Produkt die Anforderungen erfüllt (die Konformität mit den Anforderungen), häufig aber muss eine neutrale, fachkompetente Stelle einbezogen werden – eben die Benannte Stelle. Nur in Ausnahmefällen, wie bei Arzneimitteln, ist zusätzlich eine staatliche Zulassung erforderlich.
Benannte Stellen sind neutrale und unabhängige Organisationen, die von einem EU-Mitgliedstaat benannt werden können, falls sie seiner Souveränität unterfallen. Organisationen außerhalb der EU können durch die Kommission benannt werden, beispielsweise in der Türkei aufgrund des Beschlusses 2006/654/EG. Hauptaufgabe ist es, die Konformitätsbewertung von Produkten des freien Warenverkehrs durchzuführen, sofern dies für das betreffende Produkt gemäß den EU-Richtlinien vorgesehen ist und damit das Risiko für Anwender der geprüften Produkte zu minimieren.

## Aufgaben
Benannte Stellen übernehmen in den Fällen, in denen die Einschaltung einer neutralen Stelle erforderlich ist, die in den Richtlinien bzw. Verordnungen der Europäischen Union nach dem neuen Konzept genannten Aufgaben im Zusammenhang mit den Konformitätsbewertungsverfahren.
Sie bescheinigen dem Hersteller und den zuständigen Überwachungsbehörden der Vertragsstaaten des Europäischen Wirtschaftsraums (EWR)
- die Einhaltung „Grundlegender Anforderungen“ an die Produktbeschaffenheit (so z. B. an die Auslegung, Konstruktion, Sicherheit und Funktion), die ihrerseits in den „Harmonisierungsrichtlinien“ festgelegt sind, sowie
- die Beachtung der je nach Harmonisierungsrichtlinie vorgeschriebenen Konformitätsbewertungsverfahren

und berechtigen so den Hersteller zur Abgabe der „Konformitätserklärung“ und zur Anbringung der CE-Kennzeichnung auf seinem Produkt.
Zuständig für die Benennung der Stellen sind die EU-Mitgliedstaaten, in Deutschland das jeweilige Ressortministerium und das Bundesministerium für Wirtschaft und Energie (BMWi).
Die Hauptaufgabe einer Benannten Stelle ist es also, unter den in den Richtlinien genannten Bedingungen die für die Konformitätsbewertung notwendigen Leistungen zu erbringen. Dabei handelt es sich um eine Dienstleistung in Bereichen, die von öffentlichem Interesse sind.
Den Benannten Stellen steht es im Rahmen ihrer Benennung frei, ihre Konformitätsbewertungsleistungen sämtlichen innerhalb oder außerhalb der Gemeinschaft niedergelassenen Wirtschaftsakteuren anzubieten. Sie können diese Tätigkeiten in allen EU-Mitgliedstaaten oder auch in Drittländern ausführen.
Hersteller von Produkten können zwischen den Benannten Stellen, die für die Durchführung des betreffenden Konformitätsbewertungsverfahrens gemäß der anzuwendenden Richtlinie benannt sind, frei wählen.
Benannte Stellen in Deutschland finden sich, neben vielen anderen, etwa mit der DEKRA oder den verschiedenen Zweigstellen des TÜV.

## Benennungsverfahren
Benannte Stellen werden in einem „Benennungsverfahren“, nach Erfüllung europäischer Mindestanforderungen, gegenüber der Europäischen Kommission national „benannt“.
Im Sektor „Medizinprodukte“ regelt heute (2014) die Durchführungsverordnung (EU) Nr. 920/2013 der Kommission vom 24. September 2013 über die Benennung und Beaufsichtigung benannter Stellen gemäß der Richtlinie 90/385/EWG des Rates über aktive implantierbare medizinische Geräte in der Richtlinie 93/42/EWG des Rates über Medizinprodukte das Benennungsverfahren.
Benannte Stellen können, aber sie müssen nicht zusätzlich „akkreditiert“ sein. Eine Akkreditierung ist jedoch dann sinnvoll, wenn eine Benannte Stelle im Rahmen gegenseitiger Anerkennungsverträge der EU mit Drittstaaten dort als Conformity Assessment Body (CAB) tätig wird. Auch kann eine Akkreditierung bestimmte Voraussetzungen für die Benennung mit abdecken, z. B. „organisatorische und allgemeine Anforderungen“ und „Anforderungen an das Qualitätsmanagement“ (Art. 31 Absatz 2 Satz 2 des Vorschlags für eine EU-Medizinprodukte-Verordnung i. V. m. Anhang VI, Abschnitte 1 und 2).
Soweit sich eine Benannte Stelle zur Erfüllung ihrer gesetzlichen Aufgaben eines Unterauftragnehmers, z. B. eines Labors, bedient, hat eine Akkreditierung dieses Labor ebenfalls Sinn, denn die Akkreditierung erleichtert der gesamtverantwortlichen Benannten Stelle den Nachweis der Eignung ihres Unterauftragnehmers gegenüber ihrer nationalen Überwachungsbehörde.
Die EU-Mitgliedstaaten können Stellen benennen, die ihrer Gerichtsbarkeit unterstehen und die die Anforderungen der Richtlinien und die im Beschluss Nr. 768/2008/EG festgelegten Grundsätze kontinuierlich erfüllen.

### Haftung
Benannte Stellen haften für die Korrektheit ihrer Bewertungen im Rahmen der geltenden technischen Regeln für die Prüfverfahren sowie im Schadensfall im Rahmen des nationalen Zivilrechts und des nationalen Strafrechts.